# Martin Rázus

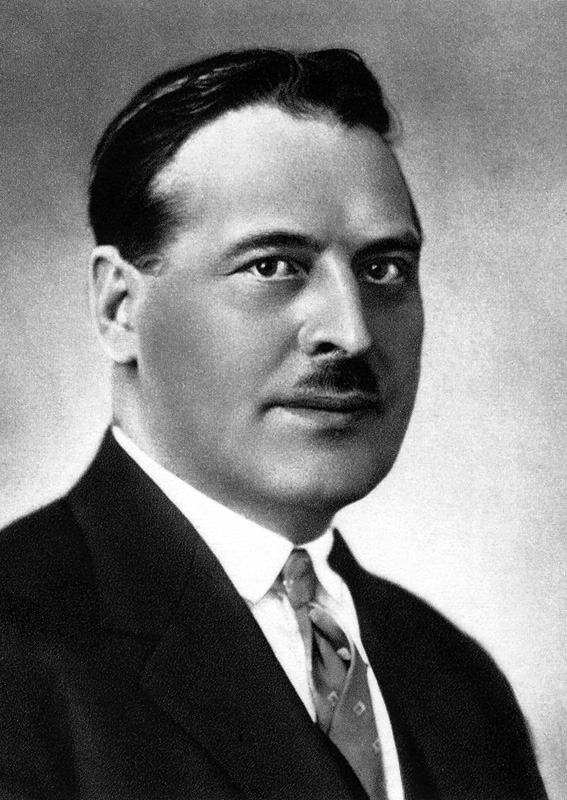
Martin Rázus

Martin Rázus (pseudonym Mrazák) (* 18. Oktober 1888 in Liptovský Mikuláš; † 8. August 1937 in Brezno bei Banská Bystrica) war ein slowakischer Politiker, Dichter, Journalist und evangelischer Pfarrer. Von 1929 bis 1937 war er Vorsitzender der Slowakischen Nationalpartei.

## Leben
Martin Rázus wurde als Kind eines Bauern und Gerbers geborgen.  Von 1899 bis 1902 besuchte Rázus die Volksschule in Vrbica und von 1902 bis 1903 besuchte er kurz das Gymnasium in Banská Bystrica. 1903 bis 1907 besuchte er dann das evangelische Lyceum in Kežmarok und von 1907 bis 1911 studierte er an der Evangelischen theologischen Fakultät in Bratislava. Aufgrund eines Stipendiums von William Robert Seton-Watson  begann er 1911 ein Studium in Edinburgh. Die ihn seine ganze Jugend umringende Armut erweckte in ihm ein starkes Nationalgefühl und eine große Engagement-Bereitschaft bei politischen Wahlveranstaltungen. Ihn beunruhigte die katastrophale nationale und soziale Situation der Slowaken.  Einen Ausweg suchte er in literarischer Arbeit und Publizistik. Er trat offen gegen die Nationalitätenpolitik Österreich-Ungarns, aber auch gegen den Tschechoslowakismus tschechischer Politiker und slowakische Kapitalisten ein. Nach dem Ersten Weltkrieg wurde Rázus Chefideologe der Slowakischen Nationalpartei und von 1929 bis zu seinem Tod 1937 auch deren Parteivorsitzender. 1935 ging er ein politisches Bündnis mit Andrej Hlinkas Slowakischer Volkspartei ein. Für Rázus bedeutete die Lösung der slowakischen Frage innerhalb der Tschechoslowakei die Lösung der Kardinalsfrage des Staates. Deswegen schrieb er 1934 in die Národne noviny (Nationalzeitung) kritisch gegen die slowakischen Tschechoslowakisten Ivan Dérer und Milan Hodža (letzterer ein ehemaliger Parteikollege von Rázus):
Dérer, Hodža und ihre Anhänger hatten fast sechzehn Jahre Zeit, das slowakische Problem gegenstandslos zu machen. Wenn es dieses Problem auch heute noch gibt, dann heißt dies, dass sowohl das Konzept als auch die Methoden des bisherigen Regimes und seiner slowakischen Repräsentanten nicht gut sind. Die Basis der slowakischen Unzufriedenheit sind nicht fehlender Patriotismus oder ein Mangel an Liebe zum Staat, sondern die Fehler und Irrtümer der Regierenden, und zwar der regierenden Slowaken.
In einer Parlamentssprache wandte sich Rázus 1933 an die tschechischen Abgeordneten:
Warum halten Sie an solchen Repräsentanten für die Slowakei fest, die Ihnen die Wahrheit über die Slowakei nicht klipp und klar sagen? Sehen Sie her, hier sind zwei Leute, die für das, was heute in der Slowakei passiert, verantwortlich sind. Es sind der Minister Dr. Dérer und der Herr Minister Dr. Hodža, Slowaken!
Rázus publizierte in traditionellen literarischen und gesellschaftlichen Zeitschriften, wie Dennica, Prúdy, Živena, Stráž na Sione, Národnie Noviny, und von 1917 bis zum Ende des Ersten Weltkrieges auch in die Robotnícké noviny. Seine Poesie wendet sich der Welt und dem Menschen hin, seinen Sehnsüchten, Schmerzen und Qualen und bezog in ihnen auch selbst Position. Er enthüllte Karrierismus, Charakterlosigkeit, soziale und nationale Ungerechtigkeit, außerdem thematisierte er seine Angst um das Schicksal des neuen tschechoslowakischen Staates und die Demokratie. 
Neben seinen künstlerischen Poesien und Prosen schrieb Rázus eine Menge politischer Artikel, Polemiken und Erwägungen in slowakische und tschechische Zeitungen.

## Werk
Poesien:
- 1917 Z tichých a búrnych chvíľ
- 1919 Hoj, zem drahá
- 1919 To je vojna!
- 1925 Kameň na medzi
- 1926 Kresby a hovory
- 1929 Šípy duše
- 1934 Bača Putera
- 1935 Cestou

Prosen:
- 1926 Z drobnej prózy
- 1929 Svety
- 1930 Júlia 1 – 2
- 1935 Krčmársky kráľ
- 1936 Odkaz mŕtvych
- 1937 Bombura
- 1937 Stretnutie

Autobiographische Romane:
- 1932 Maroško
- 1933 Maroško študuje

Dramen:
- 1920 Hana (ins. aj knižne)
- 1936 Ahasver